# Neonesiotes
Neonesiotes là một chi nhện trong họ Linyphiidae.

## Các loài
Các loài trong chi này gồm:
- Neonesiotes hamatus Millidge, 1991
- Neonesiotes remiformis Millidge, 1991